# Albert Bärlocher
Albert Bärlocher (28. Mai 1831 in St. Gallen – 12. Januar 1903 ebenda) war ein Schweizer Jurist, Richter und Politiker.

## Leben
Bärlocher, Sohn des Kaufmanns und Gemeinderats Johann Conrad Bärlocher, studierte Jus in Zürich, Heidelberg, München, Berlin und Paris.
Von 1853 bis 1867 arbeitete er als Anwalt in St. Gallen und von 1867 bis 1873 als Gemeindeammann der Stadt St. Gallen. Von 1873 bis 1891 war er liberaler Kantonsrat (Präsident 1885), von 1873 bis 1901 Kantonsrichter (Präsident 1883–1901). Von 1878 bis 1882 liquidierte er die Schweizerische Nationalbahn. Er war zudem Major im kantonalen Justizstab.
Er wirkte vielfältig, teilweise massgeblich an der Gesetzgebung im Bund (Entwurf für ein schweizerisches Betreibungs- und Konkursrecht, 1881) und Kanton (Strafgesetz 1886, Zivilrechtspflegegesetz 1900) mit. 1901 wurde er zum Dr. h. c. der Universität Basel ernannt.
1874 heiratete er Anna Elisabeth Moosherr, die Tochter des Kaufmanns und Landwirts Karl Theodor Moosherr.